# Sanforyzacja
Sanforyzacja (wykurczanie, dekatyzacja) – jeden z procesów wykańczania tkanin (m.in. bawełnianych, lnianych).

## Opis
Proces sanforyzacji polega na przepuszczeniu tkaniny przez odpowiednią maszynę, składającą się m.in. z podgrzewanego bębna oplecionego gumą (na którym następuje właściwe wykurczenie materiału) oraz urządzeń pomocniczych, prostujących i stabilizujących tkaninę. Sanforyzacja powoduje zmniejszenie rozciągliwości tkanin w trakcie normalnego ich użytkowania. Nazwa procesu pochodzi od imienia amerykańskiego wynalazcy tego procesu: Sanforda Lockwooda Cluetta, który opatentował metodę w 1930.